# Chandos
Chandos, Chandos Records — британский лейбл CD-записей академической музыки. В нынешнем виде основан Брайаном Казенсом в 1979 году на основе существовавших ранее компаний Chandos Productions (звукозапись) и Chandos Music (музыкальное издательство, работавшее с 1963 года). Название фирмы было дано в честь Джеймса Бриджеса, первого герцога Чандоса (1673—1744), государственного деятеля и мецената, некоторое время оказывавшего поддержку Георгу Фридриху Генделю, написавшему в этот период хоровой цикл «Гимны Чандоса», так называемый Te Deum Чандоса и др.
Среди продукции лейбла Chandos выделяются оперная серия, серия ранней музыки Chaconne, линейка записей саундтреков к классическим кинофильмам. В дополнение к стандартному репертуару Chandos уделяет внимание британской музыке XX века, в том числе таким композиторам, как Херберт Хауэллс, Джеральд Финци, Чарльз Вильерс Стэнфорд, Арнольд Бакс. Под маркой Chandos записывались и записываются дирижёры Герд Альбрехт, Вальтер Веллер, Чарльз Маккерас, Нэвилл Марринер, Валерий Полянский, Геннадий Рождественский, Саймон Рэттл, Лейф Сегерстам, Василий Синайский, Саймон Стэндидж, Ричард Хикокс, Кристофер Хогвуд, Марис Янсонс, Неэме Ярви, пианисты Борис Берман, Виктория Постникова, Квартет имени Бородина, Квартет имени Шёнберга и другие музыканты.